# Typhloglomeris semitica
Typhloglomeris semitica är en mångfotingart som beskrevs av Sergei I. Golovatch 2003. Typhloglomeris semitica ingår i släktet Typhloglomeris och familjen Glomeridellidae. Inga underarter finns listade i Catalogue of Life.